# Peter M. Bentler
Peter Martin Bentler (ur. 1938) – amerykański psycholog i statystyk, profesor Uniwersytetu Kalifornijskiego. Wniósł istotny wkład w rozwój modelowania równań strukturalnych. Stworzył oprogramowanie statystyczne do modelowania równań strukturalnych EQS. Współtworzył wspólnie z Douglasem G. Bonettem dwa wskaźniki dopasowania modelu: CFI oraz NFI.